# Komáromi temetők

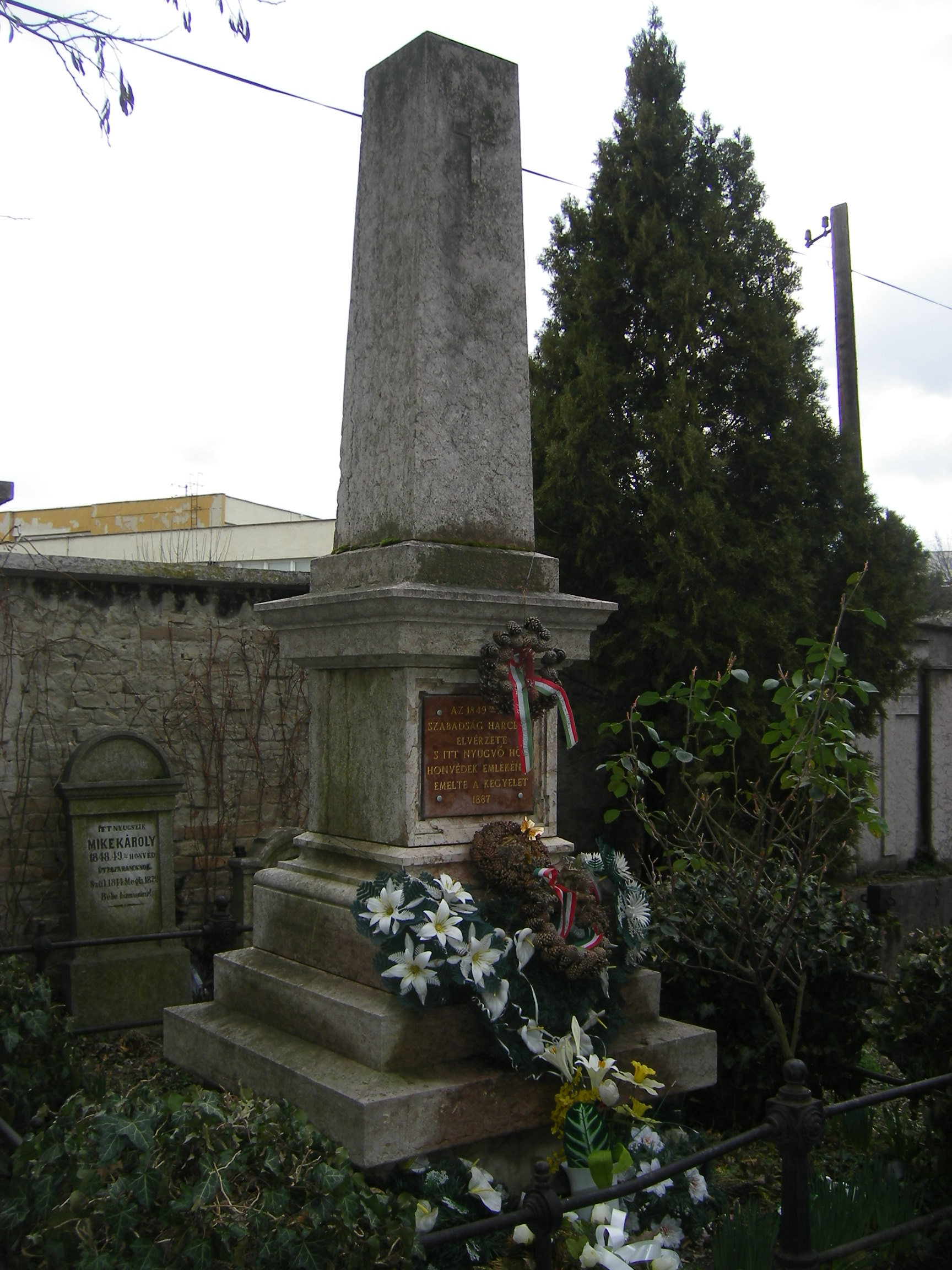
Az 1849-es szabadságharcban elesett honvédek emlékműve a katolikus temetőben

A szlovákiai Komáromban jelenleg (2007-ben) három temető található, a katolikus, a református (mely közös az evangélikussal) és a zsidó (izraelita) temető. Ezek a temetkezési helyek egymás szomszédságában találhatóak a város nyugati részén, a belvárostól mintegy 1 km-re, a Kikötői városrész északnyugati részén. A fallal elválasztott katolikus és református temetőket északról a Megyercsi út, keletről a Temető sor, nyugatról az Aranyember utca, délről az Eötvös utcai lakótelep határolják, együtt 32 hektáros területet foglalnak el. A zsidó temető az Aranyember utca és a Pozsonyi főút közti területet foglalja el.

## Korábbi temetők

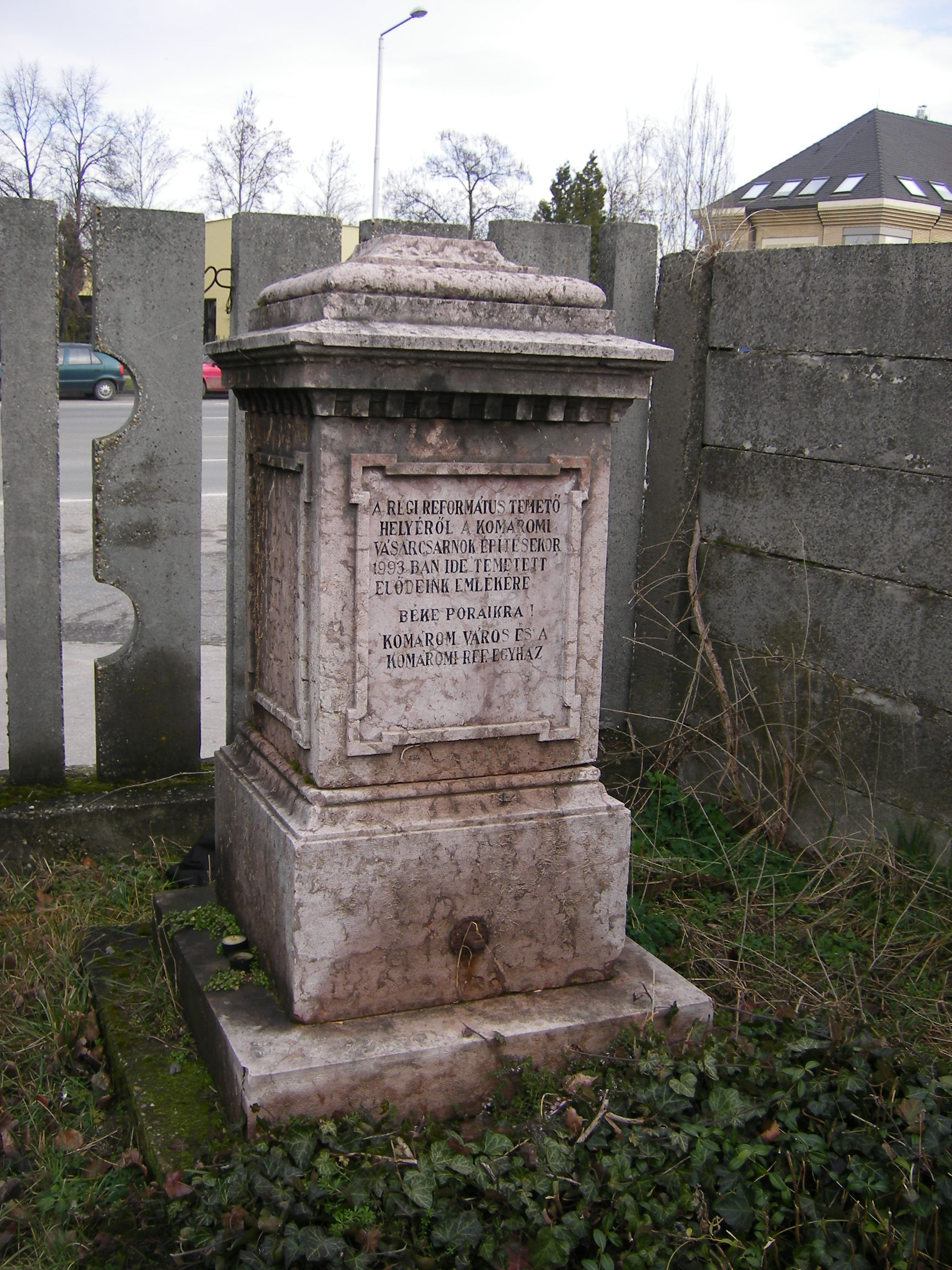
Az egykori református temetőből áthozottak tömegsírja

A legrégibb komáromi temető valószínűleg a középkori Szent András-templom (mely a mai vár területén feküdt) mellett lehetett. A 17. századig részben a templomok (az azóta elpusztult Szent János-, illetve a Szent András-templom) mellett (előbbibe 1772-ben, utóbbiba az 1740-es években temettek utoljára), részben a város magasabban fekvő részein kialakított alkalmi temetőkbe temetkeztek. Alkalmi temetők nyomait sokfelé feltárták, többek között 1977-ben a Kikötői lakótelep építésekor a Szekfű utcában.
Két jelentősebb megszűnt temetőt kell még megemlíteni: a mai Kossuth-téren volt a régi református temető, melyet az 1711-es pestisjárvány után zártak le végleg. Az erődvonal kibővítésekor a 19. században és a vásárcsarnok építésekor 1993-ban egyaránt sok csontmaradványt ástak ki a területen, melyeket a református temetőben közös sírban helyeztek el. A mai Széna téren, a víztorony és az ipari szakközépiskola környékén terült el a 17. századtól az  1780-as évekig a görögkatolikus temető (más néven ráctemető), ahová 1772 után (miután megszűnt a templom melletti temetkezés) egy ideig a katolikus lakosság is temetkezett.

## A református és evangélikus temető

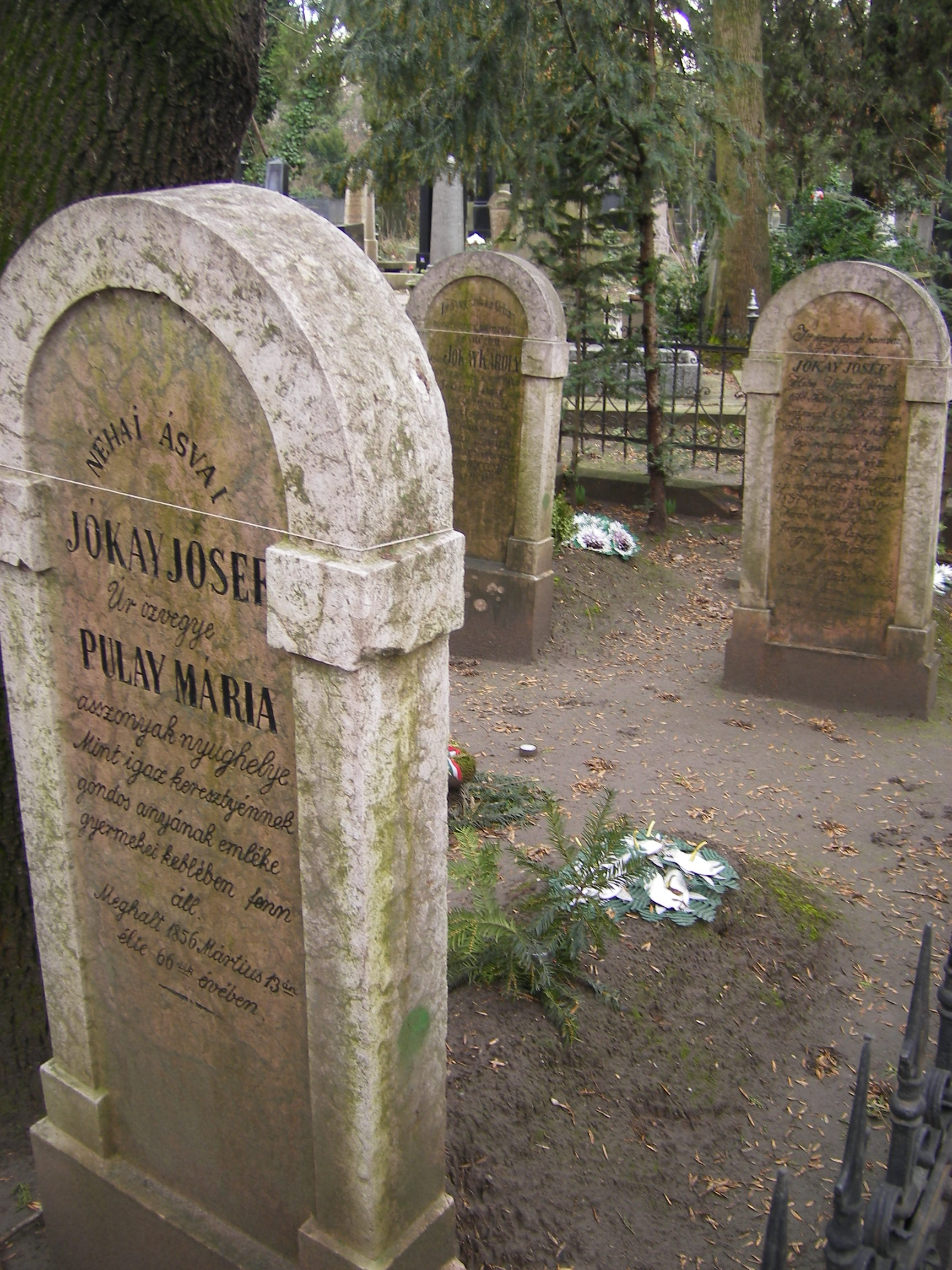
A Jókai-család sírkertje a református temetőben

Miután 1711 után a régi református temetőt lezárták, az akkori városi sáncokon túli dombos területen a református lakosság új temetőt létesített. 1975-ig a Temető utca választotta el a katolikus temetőtől, melynek megszüntetésével alakították ki a városi temetőt. Északi szélét a Pozsonyi út négysávossá szélesítésekor felszámolták, ekkor épült kerítése is.
- A bejárat közelében álló ravatalozó 1933-ban épült.
- A bejárat mellett áll a régi temetőből 1993-ban áthozottak közös sírja, melyet emlékmű jelez.
- A temetőben található a Jókai-család sírkertje, ahol Jókai Mór szülei, Jókay József és Pulay Mária is nyugszanak.
- A temető kiemelkedő építménye a Csetke család címeres családi sírboltja, melyet két szfinx díszít.
- A város számos egykori fontos személyisége nyugszik itt: Baranyay József (helytörténész), Beöthy Gáspár, Fülöp Zsigmond (1878-1940, városbíró, helytörténész), Nagy Mihály (1788-1878, dunántúli püspök), Németh István (1851-1924, pápai professzor, dunántúli püspök), Péczeli József (1750-1792),  Szijj Ferenc (egykori polgármester), Tuba János (1855-1924, országgyűlési képviselő, a Komáromi Lapok újraindítója), Vargha Sándor (1879-1924, református lelkész, az 1918-as Nemzeti Tanács egyik vezéralakja). Ide temették a szlovák gimnázium névadóját, Ľudovít Šuleket is (1822-1849), akinek emlékművét 1972-ben emeltette a Matica Slovenská.

## A katolikus temető

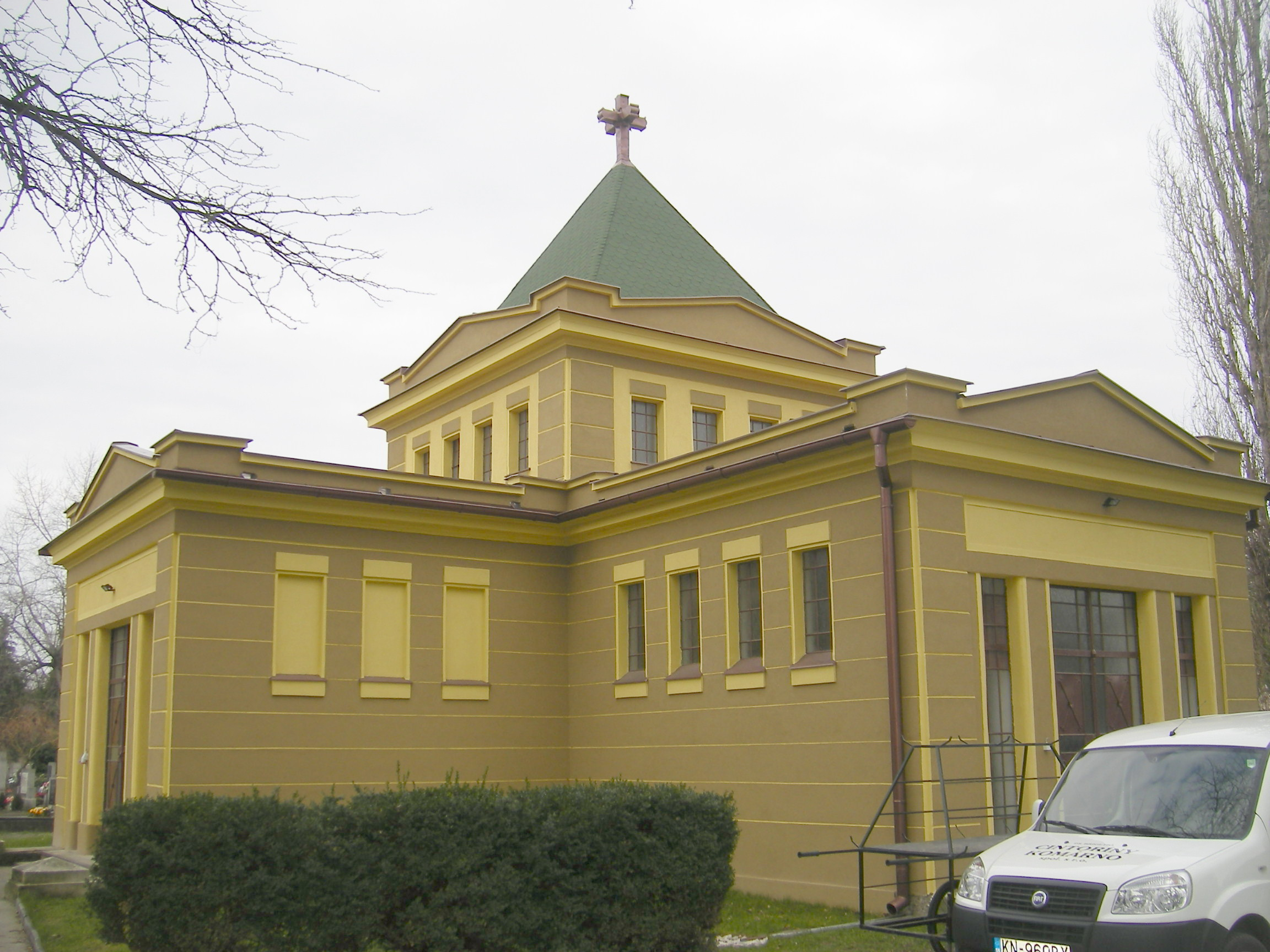
A katolikus temető ravatalozója

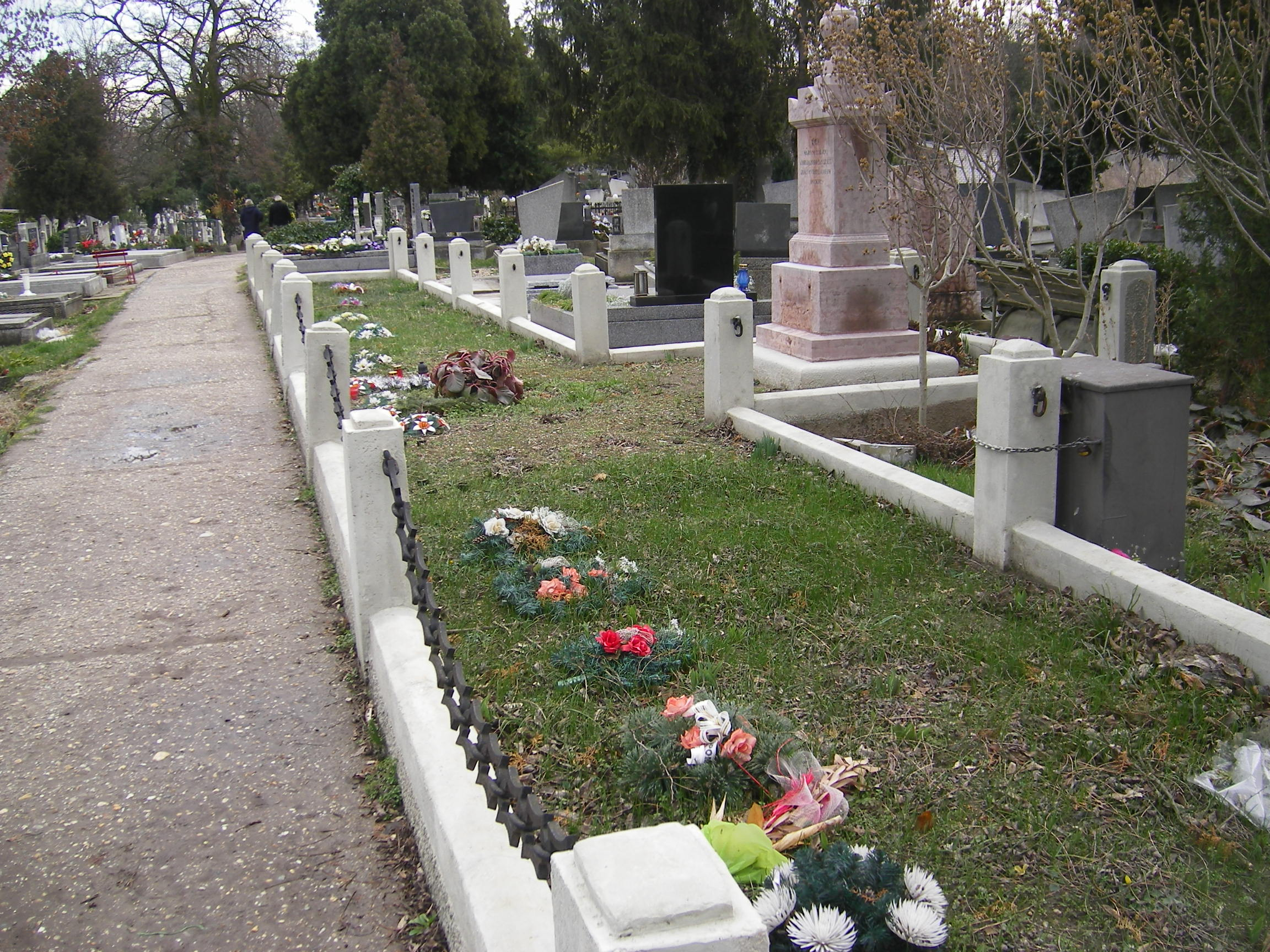
Az 1919-ben elesett munkások tömegsírja

A református temető szomszédságában, 1785-ben nyitották meg, mint közös katolikus-ortodox temetőt.
- Itt található az 1849-ben elesett honvédek 1887-ben emelt közös síremléke.
- A Mindenki keresztje néven ismert 4 m magas késő barokk kőkeresztet 1785-ben állították.
- A Maitz-család kriptája a temető kiemelkedő építménye.
- a Vilmos hercegről elnevezett 12. komáromi gyalogezred elhunyt tisztjeinek emlékobeliszkjét 1894-ben állították. Ezen szerepel többek között: Schubert József
- A J-parcellában több száz katonasír található a két világháborúból.
- Az O-parcellában áll az 1919. május 1-jei harcokban elesett 102 munkás közös síremléke, melyet a komáromi szervezett munkásság emelt. Mellette a nyilasok által meggyilkolt komáromiak emlékművét 1948-ban emelték.
- Az első világháborúban elesett katonák emlékobeliszkjét 1921-ben emelték.
- A temető sarkában áll a bencés gimnázium tanárainak sírboltja, ahol 25 egykori tanár nyugszik.
- A temető ravatalozóját 1930-ban építették Schleisz Géza városi építész tervei alapján.
- Híres személyiségek sírjai: Alapy Gyula (megyei főlevéltáros, képviselő, helytörténész), Bakonyi Imre (1763-1843, várparancsnok), Majer Imre (1865-1936, pápai prelátus, komáromi plébános), Podhradszky István (1809-1882, nemzetőr-parancsnok), Richter János (szenátor), Schmidt Viktor (1807-1880, zeneszerző). Itt nyugszanak Amtman Jenő és Tátray József egykori polgármesterek is.
- A katolikus és a református temető között található az első világháború során a katonakórházban elhunyt szerb katonák tömegsírja. 1974-ben, az ortodox temető felszámolasakor temették ide őket, az emlékművet 2000-ben állították.

## Az izraelita temető
A város zsidó lakossága a 18. századtól temetkezett a református temetőtől nyugatra fekvő területre, az 1810-es években (korabeli térképek szerint) már körülkerített temetőjük volt, melynek telkét a hitközség 1858-ban megvásárolta a várostól. A főút kibővítésekor és a felüljáró építésekor (1977-1978-ban) mintegy egyharmadát (a temető legrégebbi részét 858 sírral) likvidálták.
- Az 1923-ban épült ravatalozó szertartástermében helyezték el az első világháborúban elesettek és az 1944-1945-ben meggyilkolt ógyallai, martosi és szentpéteri zsidók emléktábláját.
- Itt nyugszanak közös sírban a nyilasok által 1944-1945-ben meggyilkolt komáromi zsidók (114-en).
- Spitzer Béla (1873-1936) nyomdatulajdonos síremlékén márványból faragott könyv jelképezi az elhunyt mesterségét.